# Allium condensatum
Allium condensatum — вид рослин з родини амарилісових (Amaryllidaceae); поширений на сході Азії.

## Опис
Цибулина як правило поодинока, рідко парна, вузько-яйцювато-циліндрична до субциліндричної, діаметром 1–2(2.5) см; оболонка червоно-коричнева, блискуча. Листки коротші від стеблини, від циліндричних до півциліндричних, завширшки 1–2.5 мм, зверху жолобчасті. Стеблина 30–80 см, циліндрична, вкрита листовими піхвами лише в основі. Зонтик кулястий, густо-багатоквітковий. Оцвітина блідо-жовта або біла; сегменти яйцювато-довгасті, 4–5 × 1.8–2.2 мм; внутрішні трохи довші. Період цвітіння й плодоношення: липень — вересень.

## Поширення
Поширення: Корея, Монголія, Китаю — Хебей, Хейлунцзян, Цзілінь, Ляонін, Внутрішня Монголія, Шаньдун, Шаньсі, Росія — Далекий Схід, східний Сибір.
Населяє схили, луки